# Concierto para piano n.º 3 (Prokófiev)
El Concierto para piano n.º 3 en do mayor, Op. 26 fue escrito por Serguéi Prokófiev en 1921, utilizando esbozos que empezó a escribir en 1913.

## Historia
Prokófiev comenzó a trabajar en este concierto en 1913 cuando escribió una variación que luego dejó de lado. Aunque revisó los borradores en 1916-1917, no se dedicó plenamente al proyecto hasta 1921 cuando, después de haber abandonado la Unión Soviética, pasaba el verano en Bretaña.
Prokófiev en persona ejecutó la parte del solo en el estreno en Chicago el 16 de diciembre de 1921 con la Orquesta Sinfónica de Chicago dirigida por Frederick Stock. La obra no ganó popularidad inmediatamente y tuvo que esperar hasta 1922 para ser confirmada en el canon del siglo XX, luego de que Serge Koussevitzky dirigiera una interpretación profusamente alabada en París.

## Instrumentación
La partitura está escrita para el piano solista y una orquesta formada por:
- Viento madera: 2 flautas, 1 flautín, 2 oboes, 2 clarinetes, 2 fagotes.
- Viento metal:4 trompas, 2 trompetas, 3 trombones.
- Percusión:timbales, bombo, platillos, pandereta, castañuelas.
- Cuerda: una sección de cuerdas con violines I y II, violas, violonchelos y contrabajos.

## Estructura y análisis
La obra consta de tres movimientos:
- I. Andante – Allegro
- II. Tema con variazioni
- III. Allegro, ma non troppo

La interpretación de esta obra dura aproximadamente entre 25 y 30 minutos. De los cinco conciertos para piano escritos por Prokófiev, el Concierto para piano n.º 3 en do mayor, Op. 26, ha cosechado la mayor popularidad y aclamación de los críticos. El concierto irradia una vitalidad crepitante que testifica la destreza inventiva del compositor en salpicar inteligentemente los pasajes líricos con disonancias, manteniendo una asociación balanceada entre el solista y la orquesta. A diferencia de los ejemplos de conciertos para piano compuestos por muchos de sus antepasados románticos, la orquesta emerge sobre el acompañamiento secundario para desarrollar un papel muy activo en esta obra.
Para el musicólogo ruso Borís Asafiev, el Concierto trataba de una "afirmación y glorificación del do mayor como una disposición de ánimo".

### I.Andante – Allegro

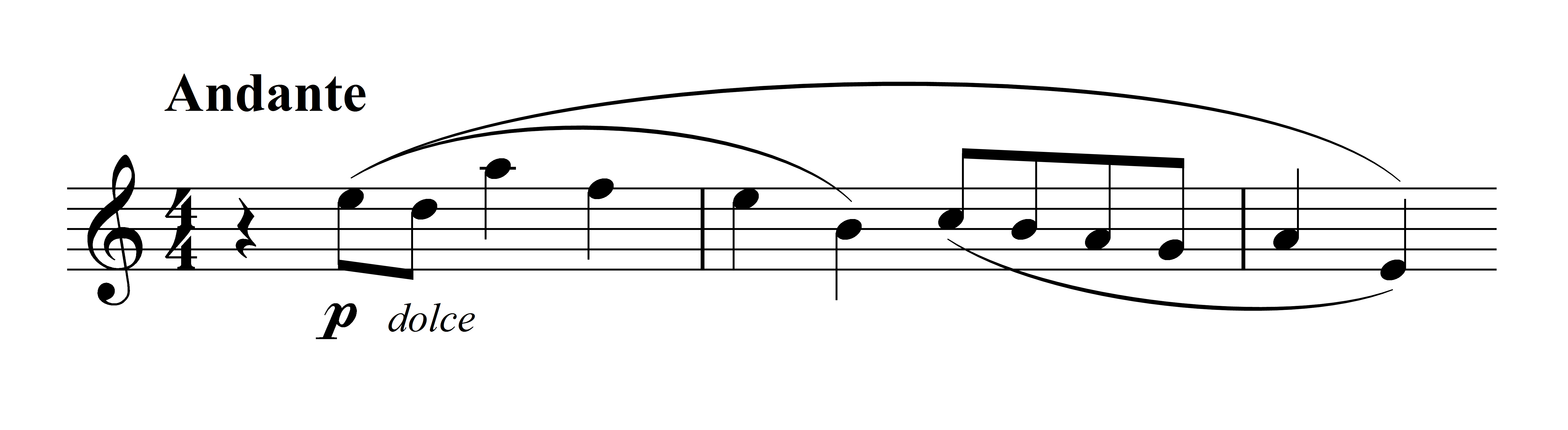

El primer movimiento, en do mayor, se inicia con un solo andante de clarinete, una melodía larga y lírica que la orquesta entera eventualmente toma y expande. La entrada allegro del solo de piano rompe inesperadamente el lirismo en un estallido de brillo y ritmo exuberante y armónicamente fluido. El piano y la orquesta continúan en diálogo, pasando por un andante expansivo vuelve al primer tema y entonces finaliza nuevamente en un allegro emocionante y virtuoso.

### II.Tema con variazioni
El movimiento central, en mi menor, presenta un tema y cinco variaciones, un ejemplo deslumbrante de como Prokófiev expresa su ingenio ligeramente sarcástico en términos musicales. La orquesta presenta el tema principal, una gavota vacilante y picante. 
1. La primera variación es una reexposición extensa y lenta asignada al piano, que se inicia con un largo trino seguido por escalas hacia los agudos que imita un glissando, como anticipación de la escala del solo de clarinete al comienzo de Rhapsody in Blue de Gershwin, escrita en 1924.
2. La segunda variación es presentada por la orquesta a paso de galope, con el piano agregando agitación con largas escalas hacia arriba y abajo en el teclado.
3. La tercera variación es una deconstrucción fuertemente asincopada del tema principal con aire de jazz.
4. La cuarta variación, posiblemente la más famosa, es una meditación inolvidable y maravillosa del primer tema, un diálogo libre entre el piano y la orquesta. Un motivo recurrente de terceras descendentes, frías, etéreas se suman desde el piano a una atmósfera que evoca ligeramente otro mundo en esta sección.
5. La quinta variación es otro allegro para solista y orquesta, comenzando en una tonalidad mayor brillante pero modulando a aguas de transición a medida que el tema principal se fragmenta y cae en piezas de tiempo doble, entonces se construye y se hunde en la coda. La orquesta toca el tema principal en su forma original, a la velocidad original (la mitad de la de la variación precedente), con el piano acompañando en obbligato. Un corto final andante insinuando un final en mi mayor da al piano la última palabra con un bajo acorde de mi menor.

### III.Allegro, ma non troppo
El tercer movimiento, en (do mayor), al que Prokófiev llamó una "discusión" entre el solista y la orquesta, comienza con una exposición en la menor del tema principal en fagotes y cuerdas en pizzicato, interrumpido por la entrada enérgica del piano con un tema conflictivo. El diálogo entre el piano y la orquesta construye vapor, con una breve aceleración del tiempo (presagiando larga y brillante coda) antes de llegar a un segundo tema lento y lírico en las maderas. El piano ofrece una respuesta bastante sarcástica y el tema lento se desarrolla, a través de otra reexposición que recuerda a Rajmáninov y otra exploración etérea (el solista corriendo arriba y abajo en el teclado suavemente sobre maderas disonantes) en un clímax unido con piano y cuerdas en un hermoso unísono, luego cayendo hacia la coda. 
Esta es la sección más descaradamente virtuosa del concierto, con una reexposición en allegro del tema principal, nuevamente en fagotes pero en mi menor. El piano la reenmarca inicialmente en re mayor, entonces se corre a un obbligato bitonal contra un sol mayor en las cuerdas. Entonces la coda explota en una batalla musical entre el solista y la orquesta, con ornamentaciones deslumbrantes en el piano sobre la orquesta (incluyendo los arpegios de notas agrupadas, famosos por su dificultad, a menudo aproximado por pianistas con glissandi usando los nudillos), finalmente estableciendo la tonalidad final de do mayor y finalizando en un gesto dramático con un unísono fortissimo en do.

## Grabaciones
Prokófiev en persona realizó la primera grabación del Concierto para piano n.º 3 en 1932 con la Orquesta Sinfónica de Londres dirigida por Piero Coppola. La grabación fue hecha en los estudios Abbey Road en Londres y es la única grabación que existe de Prokófiev interpretando uno de sus conciertos para piano. Martha Argerich grabó este concierto con Claudio Abbado a finales de la década de 1960 en un famoso disco para Deutsche Grammophon. También recibió un premio Grammy por su interpretación de este concierto en 2000 con Charles Dutoit. Evgeny Kissin y Vladimir Ashkenazy han hecho una grabación ganadora de un Grammy de esta obra junto con el Concierto para piano n.º 2 en sol menor de Prokófiev con la Orquesta Philharmonia. En 2009, la grabación de Horacio Gutiérrez en 1990 con Neeme Järvi y la Orquesta Real del Concertgebouw, se reeditó, como Prokófiev: Los Concertos, recibiendo notables aclamaciones. Recientemente, la grabación de 1998 de Alexander Toradze, con la Orquesta del Teatro Mariinsky y Valery Gergiev, fue nombrada "Históricamente el mejor en el registro" en una encuesta de más de 70 grabaciones del International Piano Quarterly. Otras grabaciones notables han sido hechas por Julius Katchen, Lang Lang, Nikolai Lugansky, Van Cliburn, Mijaíl Pletnev, Yefim Bronfman y Behzod Abduraimov, entre otros.